# Alex Dunne
Alexander Dunne (Offaly, 11 de novembro de 2005), mais conhecido como Alex Dunne, é um automobilista irlandês que atualmente compete no Campeonato de Fórmula 2 da FIA pela equipe Rodin Motorsport. Ele é piloto de testes da Neom McLaren Formula E Team. Ele venceu o Campeonato Britânico de F4 de 2022 e foi vice-campeão do Campeonato GB3 em 2023 com a equipe Hitech. Dunne é membro do Programa de Desenvolvimento de Pilotos da McLaren.

## Biografia
Alexander Dunne nasceu em Clonbollogue, vila situada no Condado de Offaly, na Irlanda. Ele é filho de Elizabeth Dunne, que atuou como professora particular de Alex para ele ter mais tempo para viajar, e do ex-piloto Noel Dunne, que o influenciou a seguir na carreira automobilística e atua como seu coach e empresário. Admira os pilotos campeões de Fórmula 1 Michael Schumacher e Sebastian Vettel. Em 2020, participou de diversas corridas virtuais pela Williams.

## Carreira

### Cartismo
Dunne começou no kart aos oito anos, vencendo diversas competições locais, muitas delas em 2015, ano em que ele começou a competir profissionalmente. Em 2019, venceu a WSK Champions Cup na classe OK Junior, superando nomes como Arvid Lindblad e Andrea Kimi Antonelli. Seguiu no cartismo até 2020.

### Fórmula 4
Em 2021, Dunne fez sua transição para monopostos, competindo na Fórmula 4 Espanhola. Correndo pela Pinnacle Motorsport nas três primeiras rodadas, o irlandês obteve uma pole e um pódio já na corrida de abertura em Spa-Francorchamps, mas esses foram seus melhores resultados e ele fechou o ano em décimo sétimo, com 30 pontos. Ele também correu na Fórmula 4 Alemã, com a US Racing, por três rodadas. Teve duas poles e dois pódios em Hockenheim, somando 76 pontos e ficando com a oitava colocação.

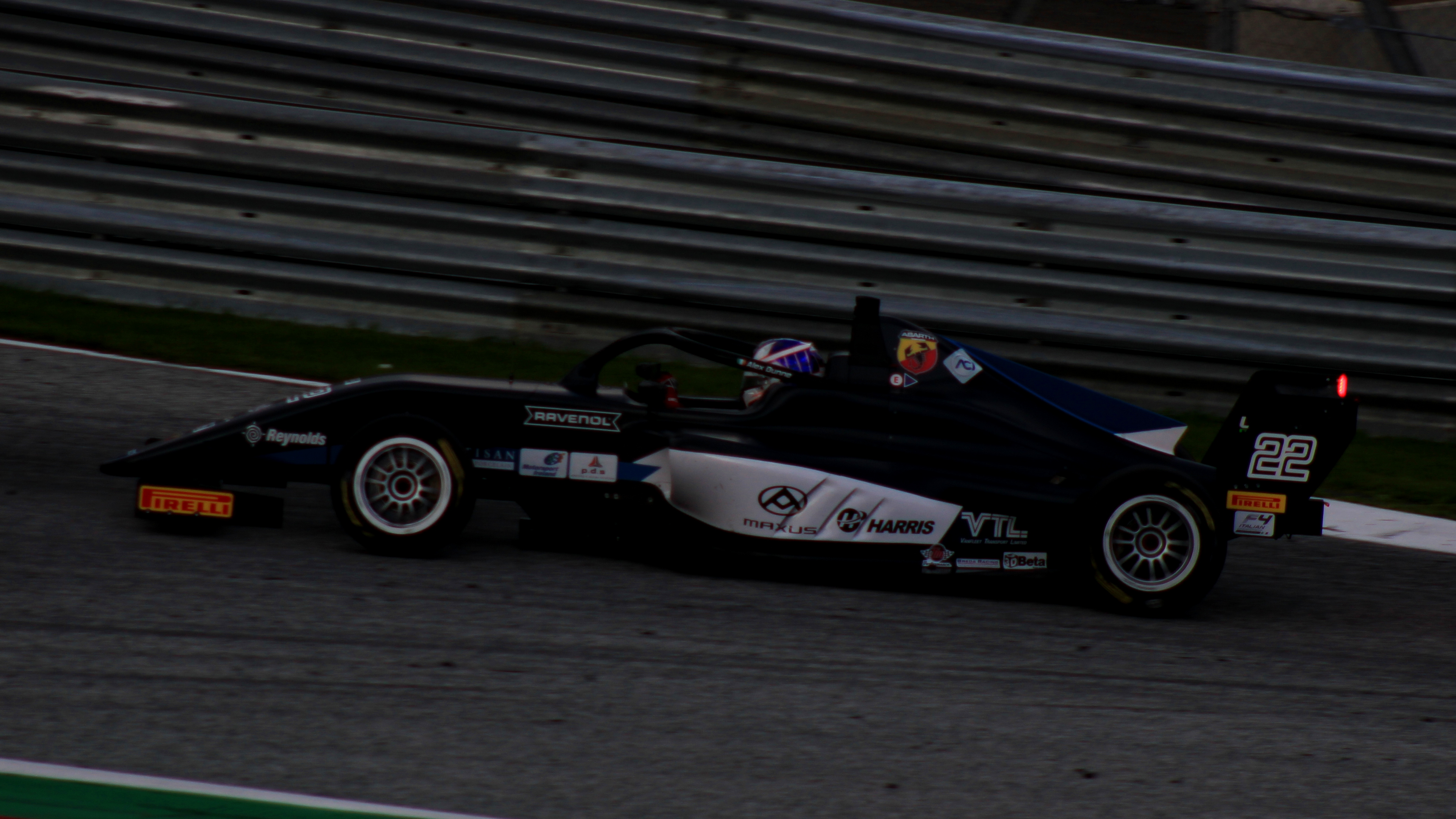
Dunne durante a rodada de Spielberg da F4 Italiana em 2022

Em 2022, Dunne se juntou à Hitech Grand Prix para competir em dois campeonatos de F4. O irlandês começou o ano na Fórmula 4 dos Emirados Árabes, onde obteve duas vitórias, três pódios e 168 pontos, mesma quantidade de James Wharton, mas por ter menos vitórias do que ele, Dunne ficou na sexta colocação. Em abril, Dunne fez sua estreia na Fórmula 4 Britânica, também com a Hitech. Foi dominante desde o início, conseguindo dezessete pódios, incluindo onze vitórias, e sendo campeão com 412 pontos, acumulando quase oitenta de vantagem sobre o segundo colocado, Oliver Gray, mesmo tendo faltado à última rodada. E em maio, Dunne estreou na tradicional Fórmula 4 Italiana, se reencontrando com a US Racing. Mas dessa vez, foi Dunne que se viu obrigado a se contentar com o vice-campeonato, ficando mais de cem pontos atrás de Kimi Antonelli, o campeão dominante.

### Campeonato GB3
Para 2023, Dunne começou a temporada, disputando o Campeonato de Fórmula Regional do Oriente Médio de 2023 com a Hitech, pelas duas últimas rodadas. Mas seu programa principal era o Campeonato GB3, retornando a equipe Hitech. Dunne batalhou pelo título com Callum Voisin, conseguindo sete pódios e cinco vitórias, mas terminou como vice-campeão, ficando abaixo de Voisin por dezoito pontos.

### Grande Prêmio de Macau
Depois de seu primeiro teste de fim de semana em um carro de Fórmula 3 em Ímola, no qual estabeleceu o tempo mais rápido em um teste afetado pela chuva, Dunne terminou em primeiro, mais de seis segundos à frente do piloto que o venceu no Campeonato GB3, Callum Voisin, impressionando muitas pessoas e equipes de patrocínio. Isto levou-o a ganhar um na equipe Hitech Pulse-Eight no aclamado Grande Prêmio de Macau. Dunne impressionou em suas primeiras corridas chegando em quinto no Q1, 6º no Q2, eventualmente deixando-o em sexto para a corrida de qualificação. No qual subiu rapidamente para o segundo lugar graças a uma ultrapassagem sobre Gabriele Minì. Ele permaneceu lá, graças a um excelente impulso do companheiro de equipe Luke Browning. No entanto, ele saiu depois de uma mal avaliação de seu ponto de frenagem ao tentar ultrapassar Browning.
Dunne regressou ao Grande Prêmio de Macau em 2024, ainda que em carros de Fórmula Regional, com a SJM Theodore Prema Racing, qualificando-se em 18º lugar e terminando em sexto na corrida.

### Fórmula 3

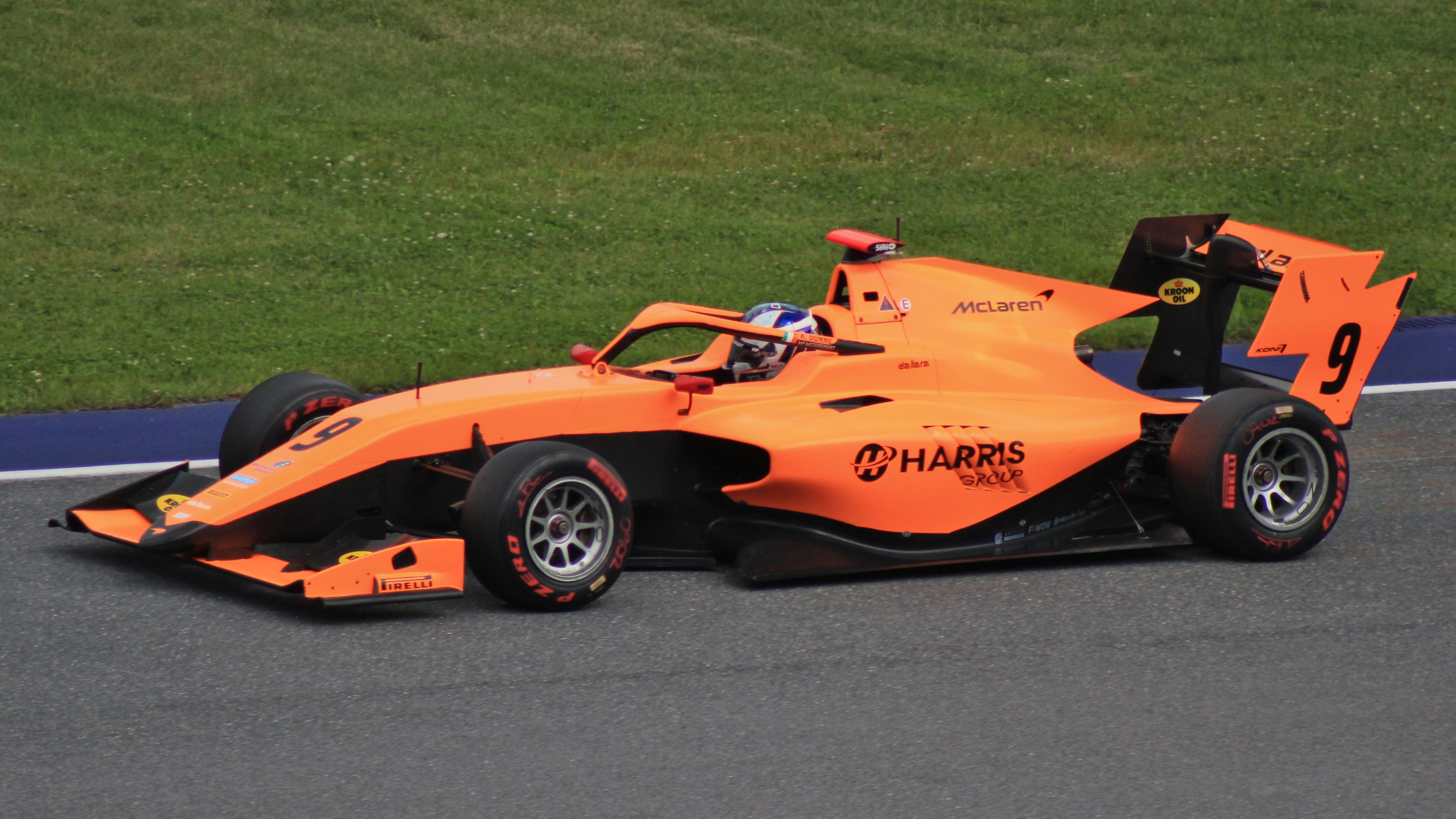
Dunne na rodada da Áustria da Fórmula 3 em 2024

Dunne se juntou a equipe MP Motorsport para o Campeonato de Fórmula 3 da FIA de 2024, completando a escalação da equipe ao lado dos juniores da Red Bull Kacper Sztuka e Tim Tramnitz. O melhor resultado do irlandês foi um segundo lugar na sprint de Barcelona, e além desse, o outro pódio dele no ano foi na sprint de Monza. Com isso, Dunne terminou em décimo quarto lugar, com 50 pontos. Ficou abaixo de Tramnitz, nono colocado, por 31 pontos, mas superou Sztuka por ampla margem, marcando mais que o óctuplo de seus pontos e ficando 13 posições acima dele.

### Fórmula 2
Em dezembro de 2024, foi anunciado que ele iria participar do teste pós-temporada do Campeonato de Fórmula 2 da FIA em Abu Dhabi com a equipe Rodin Motorsport.

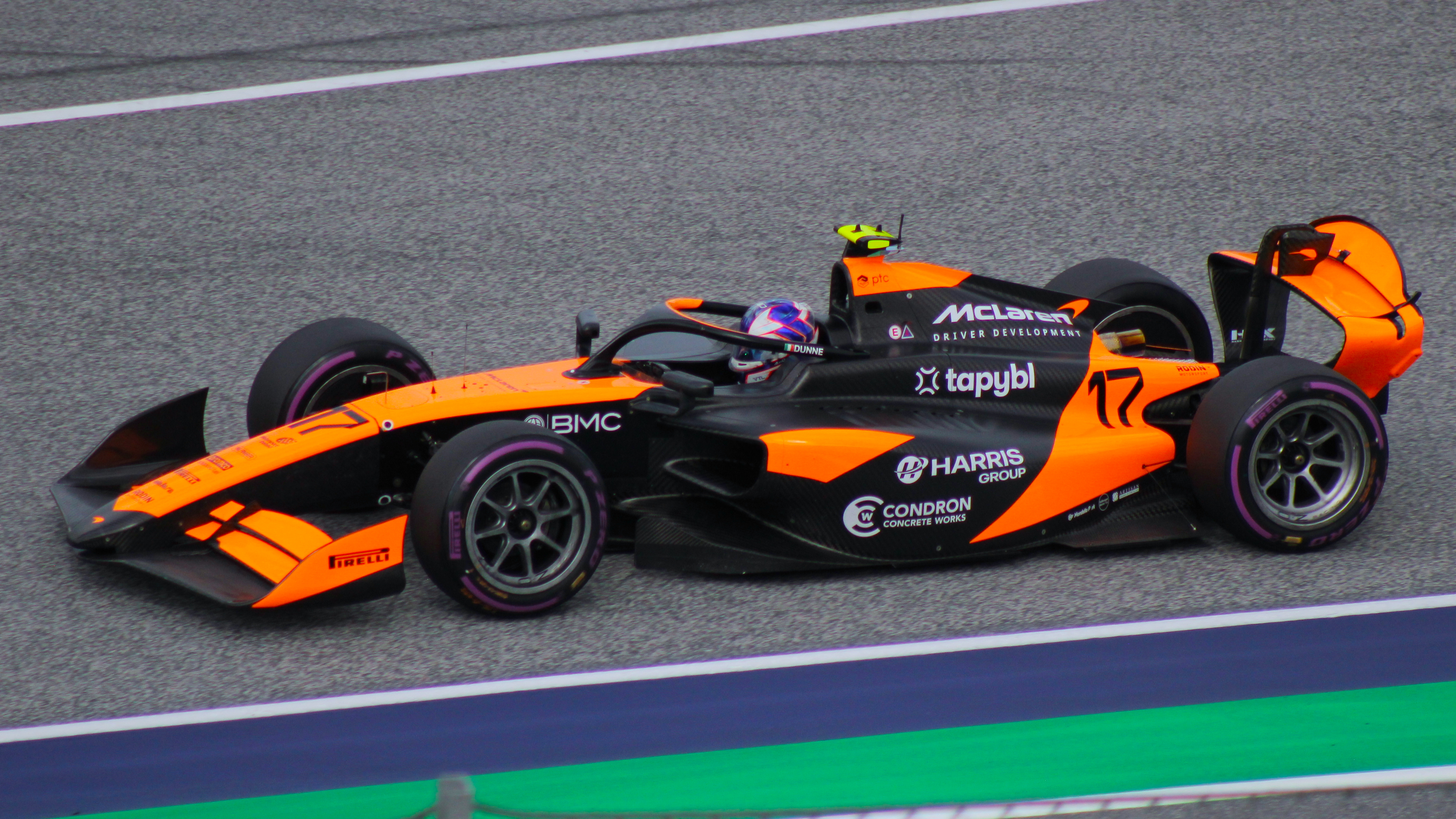
Dunne na etapa da Áustria da Fórmula 2 de 2025

Em fevereiro de 2025, foi anunciado que Dunne seria piloto titular da Rodin na temporada da Fórmula 2 de 2025, com ele sendo companheiro de Christian Mansell. Mas com a saída do australiano antes da temporada começar, Amaury Cordeel passou a ser companheiro de Alex. Após ser nono colocado na corrida curta da Austrália, e último colocado na corrida sprint do Barém, o irlandês conquistou sua primeira vitória na F2 na corrida longa barenita, com ele fazendo mais um pódio na sprint de Gidá. Pontuou em mais duas provas, até voltar a vencer na corrida longa de Ímola, o que colocou Dunne momentaneamente na liderança do campeonato.
O irlandês fez a pole da corrida longa de Mônaco, mas no início da prova, bateu em Victor Martins e provocou um acidente que atingiu dez carros, sendo punido com a perda de dez posições para a etapa seguinte. Foi novamente punido com a perda de três posições, depois de se envolver em mais um incidente com Martins durante os treinos. Mas foi justamente nessa rodada que Dunne recuperou a liderança do campeonato, após ser segundo colocado na sprint e quinto na corrida longa. Teria conquistado mais um pódio com o segundo lugar na corrida longa da Áustria, mas foi desclassificado por desgaste excessivo na prancha do assoalho e viu um de seus rivais pelo título, o neerlandês Richard Verschoor, recuperar a liderança do campeonato. Mas Dunne voltou ao pódio na corrida longa da Grã-Bretanha, sendo mais uma vez segundo colocado.

### Fórmula 1
Antes da rodada do Campeonato de Fórmula 3 da FIA de Ímola de 2024, em maio, Dunne foi anunciado para ingressar no Programa de Desenvolvimento de Pilotos da McLaren. No início de maio de 2025, Dunne participou de testes privados em Zandvoort, com ele guiando o MCL36, sua primeira experiência em um carro da F1. Em julho, a McLaren escalou Dunne para substituir Lando Norris na primeira sessão de treinos livres do GP da Grã-Bretanha. O irlandês se destacou ao ser quarto colocado em sua primeira participação em treinos de F1.

### Fórmula E
Em 10 de janeiro de 2025, foi anunciado que Dunne seria o novo piloto de testes da equipe de Fórmula E da Neom McLaren. Em fevereiro, a equipe anunciou que Dunne participaria do teste de jovens pilotos do ePrix de Gidá. Em junho, foi anunciada a escalação de Dunne para a sessão de testes de jovens pilotos do ePrix de Berlim, com ele dividindo a McLaren com Ella Lloyd.

## Resultados

### Resumo da carreira
| Temporada | Categoria                           | Equipe                      | Corridas                 | Vitórias                 | Poles                    | V.M.R.                   | Pódios                   | Pontos                   | Posição                  |
| --------- | ----------------------------------- | --------------------------- | ------------------------ | ------------------------ | ------------------------ | ------------------------ | ------------------------ | ------------------------ | ------------------------ |
| 2021      | Fórmula 4 Espanhola                 | Pinnacle Motorsport         | 9                        | 0                        | 1                        | 0                        | 1                        | 30                       | 16º                      |
| 2021      | ADAC Fórmula 4                      | US Racing                   | 8                        | 0                        | 2                        | 3                        | 2                        | 76                       | 8º                       |
| 2022      | Fórmula 4 Britânica                 | Hitech Grand Prix           | 27                       | 11                       | 11                       | 11                       | 17                       | 412                      | 1º                       |
| 2022      | Fórmula 4 Emiradense                | Hitech Grand Prix           | 20                       | 2                        | 0                        | 1                        | 4                        | 168                      | 6º                       |
| 2022      | Fórmula 4 Emiradense - Trophy Round | Hitech Grand Prix           | 2                        | 0                        | 1                        | 0                        | 1                        | N/A                      | NC                       |
| 2022      | Fórmula 4 Italiana                  | US Racing                   | 20                       | 3                        | 1                        | 3                        | 11                       | 258                      | 2º                       |
| 2023      | Campeonato GB3                      | Hitech Grand Prix           | 23                       | 5                        | 1                        | 8                        | 7                        | 466                      | 2º                       |
| 2023      | Grande Prêmio de Macau              | Hitech Pulse-Eight          | 1                        | 0                        | 0                        | 0                        | 0                        | N/A                      | DNF                      |
| 2024      | Fórmula 3                           | MP Motorsport               | 20                       | 0                        | 0                        | 0                        | 2                        | 50                       | 14º                      |
| 2024      | Grande Prêmio de Macau              | SJM Theodore Prema Racing   | 1                        | 0                        | 0                        | 0                        | 0                        | N/A                      | 6º                       |
| 2024–25   | Formula E                           | NEOM McLaren Formula E Team | Piloto reserva           | Piloto reserva           | Piloto reserva           | Piloto reserva           | Piloto reserva           | Piloto reserva           | Piloto reserva           |
| 2025      | Fórmula 2                           | Rodin Motorsport            | 15                       | 2                        | 1                        | 3                        | 5                        | 108                      | 3º*                      |
| 2025      | Fórmula 1                           | McLaren F1 Team             | Piloto reserva/de testes | Piloto reserva/de testes | Piloto reserva/de testes | Piloto reserva/de testes | Piloto reserva/de testes | Piloto reserva/de testes | Piloto reserva/de testes |